# Reichswasserschutz

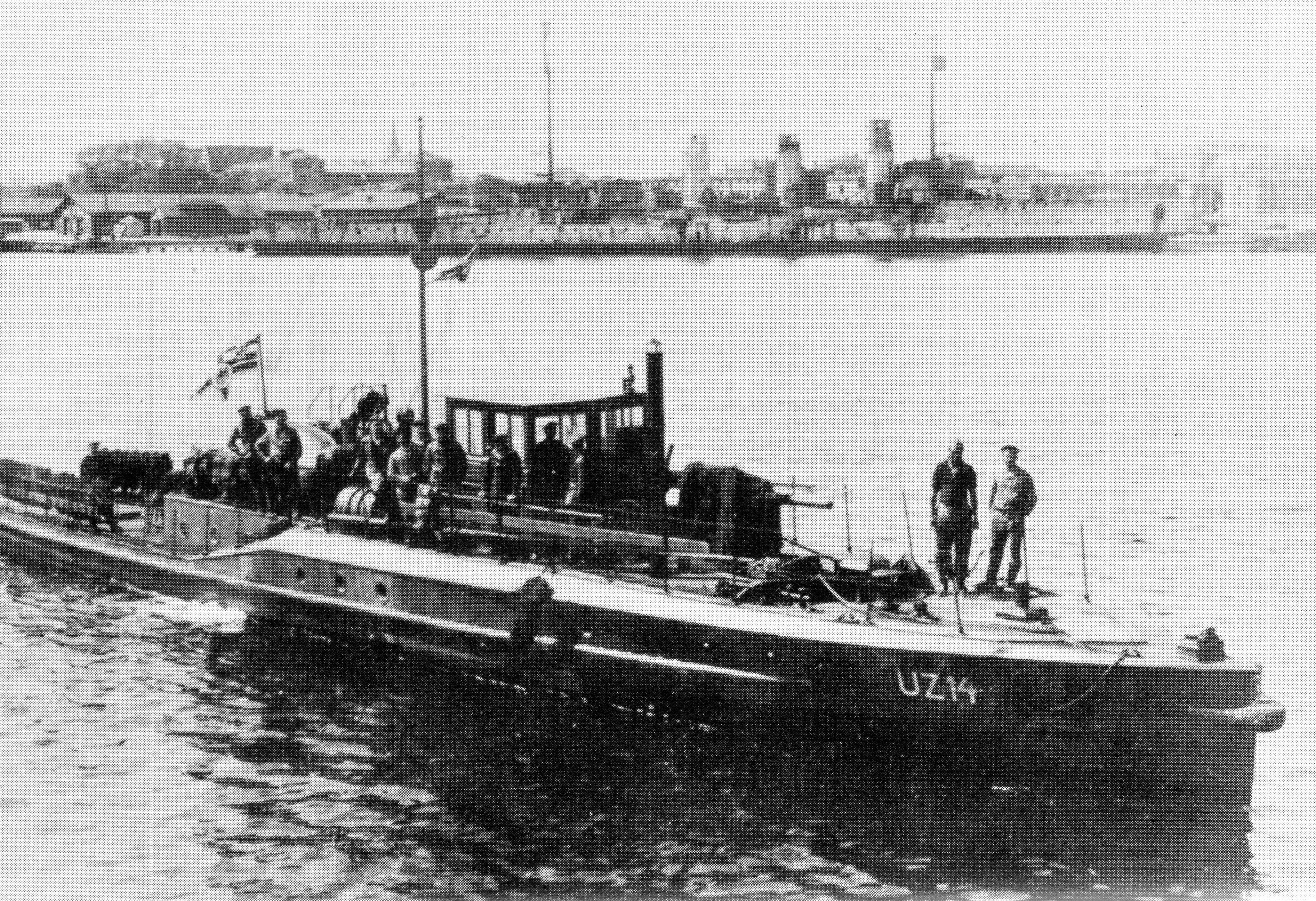
U-Boot-Zerstörer UZ 14

Der Reichswasserschutz (R.W.S.) bildete von 1919 bis zu seiner Auflösung 1931 die Wasserschutzpolizei des Deutschen Reiches und war die erste reichseinheitliche Polizeibehörde überhaupt. Sie unterstand von 1919 bis 1922 dem Reichsministerium des Innern und anschließend bis zur Auflösung dem Reichsminister für Verkehr. Personal und Material entstammten weitgehend der Kaiserlichen Marine. Nach der Auflösung wurde der weitaus größte Teil des R.W.S. von der Preußischen Schutzpolizei übernommen. Die Gründung des R.W.S. ging auf Reichswehrminister Gustav Noske zurück.

## Gründung
Über die Gründung bzw. Vorgeschichte des R.W.S. ist wenig bekannt; offensichtlich ging er aus Einheiten der Vorläufigen Reichsmarine hervor. Die formale Gründung erfolgte am 1. Oktober 1919. Strukturell war der R.W.S. an die Sicherheitspolizei(en) angelehnt. Zur Vorgeschichte bemerkte „Westermanns Polizeiatlas“ 1928:
(Nach 1919) entstanden aus einer Anzahl freiwilliger Motorbootsflottillen, die sich nach Beendigung des Krieges gebildet hatten, um das zu dieser Zeit auch auf dem Wasser auftretende Verbrechertum zu bekämpfen und daneben eine besondere polizeiliche Aufsichtsbehörde zu schaffen, die der Zunahme von Verkehr und Sport auf Binnengewässern und an den Küsten Rechnung trug.
Erster Chef des R.W.S. war ab dem 1. Oktober 1919 Kapitän zur See Walter Isendahl (* 10. September 1872, für tot erklärt 30. April 1945). Dienstsitz war Berlin W 66, Wilhelmstrasse 91–66, im Gebäude des ehemaligen Preußischen Kriegsministeriums. Isendahl verblieb zunächst in der (Vorläufigen) Reichsmarine, schied dort jedoch am 7. April 1920 mit dem Charakter eines Konteradmirals aus. Isendahl war von 1913 bis Anfang 1918 Chef der Nachrichtenabteilung des Admiralstabs, des deutschen Marinegeheimdienstes, gewesen. Auf eigenen Wunsch schied er am 30. April 1922 aus dem Reichsdienst aus. Sein Nachfolger wurde bis zur Auflösung des R.W.S. der ehemalige Korvettenkapitän Karl Schneider als Polizei-Oberstwachtmeister im R.W.S., dessen Dienstgrad 1927 in Polizei-Oberstleutnant im R.W.S. umgewandelt wurde.

## Aufgaben
Der R.W.S. hatte folgende Aufgaben:
1. Aufrechterhaltung von Ordnung und Sicherheit auf den Wasserwegen und an der Küste.
2. Unterbindung von Schiebungen und Schmuggel.
3. Verhinderung von Waffen- und anderen Verschiebungen zur Begünstigung innerer und äußerer Feinde.
4. Verhinderung von Vermögensverschiebungen.
5. Fischereischutz.
6. Unterstützung der Landespolizeien und der Reichswehr.

In den Küstenbereichen war er innerhalb der Dreimeilenzone zuständig. Obwohl eine Reichsbehörde, war er in enger Zusammenarbeit mit lokalen und regionalen Polizeibehörden in deren Auftrag tätig, z. B. den Hafenpolizeien. In den besetzten westdeutschen Gebieten war er nicht zugelassen; dort war die Preußische Rheinpolizei tätig.

## Organisation
Der R.W.S. besaß 1919 einen Personalbestand von ca. 2150 Mann mit einem Fahrzeugbestand von 229 Dampf- bzw. Motorbooten sowie 56 Schlepp- und Ruderbooten. 1928 war der R.W.S. folgendermaßen gegliedert:
R.W.S.-Leitung (Berlin W 66, Wilhelmstrasse 91–96, Personalstärke 1919 20 Beamte)
Bezirke und unterstellte Kommandos:
1. Mark (Sitz Potsdam, Kommandos in Berlin-Baumschulenweg, Wittenberge, Magdeburg sowie Schleusen-Posten in Brandenburg, Oranienburg und Wernsdorf)
2. Ostpreußen (Sitz Königsberg, Kommandos in Königsberg, Tilsit, Elbing und Pillau)
3. Unterweser-Ems (Sitz Bremen, Kommandos in Bremen und Emden)
4. Schleswig-Unterelbe (Sitz Kiel, Kommandos in Kiel-Holtenau, Hamburg und Brunsbüttelkoog)
5. Ober-Oder (Sitz Breslau, Kommandos in Breslau, Kogel und Glogau)
6. Unter-Oder (Sitz Stettin, Kommando in Stettin)
7. Ober-Weser (Sitz Minden, Kommando in Minden)
8. Ober-Elbe (Sitz Dresden, Kommandos in Dresden und Riesa)

Den Bezirksleitungen unterstanden einzelne Kommandos mit mehreren Motorbooten.
1924 wurde in Berlin-Spandau für die Beschulung der Wachtmeister die Reichswasserschutz-Polizeischule eingerichtet. Die Ausbildung der R.W.S.-Offiziere erfolgte an der Höheren Polizeischule Potsdam-Eiche, die dem Preußischen Innenministerium unterstand. An ihr wurden zwischen 1923 und 1932 21 Beamte des R.W.S. ausgebildet. Nachfolgerin der R.W.S.-Polizeischule wurde die Preußische Wasserschutz-Polizeischule in Stettin, deren Nachfolgerin die heutige Wasserschutzpolizeischule Hamburg ist.

## Uniform, Dienstgrade, Bewaffnung, Dienstflagge, Dienstfahrzeuge
Der R.W.S. trug anfänglich eine feldgraue Uniform mit blauen, weißumränderten Kragenpatten, die einen Anker und die Buchstaben „R W S“ trugen. Sie wurde 1921/22 im Kontext der Umuniformierung der Sicherheitspolizei(en) durch eine blaue Uniform (dunkelblauer Uniformrock mit blauen, weiß umrandeten Kragenpatten mit Ankerknopf, schwarzer Hose und dunkelblaue Mütze) ersetzt und glich damit der Uniform der Preußischen Schutzpolizei. Im Sommer war eine leichte khakifarbene Sommeruniform zugelassen. Die Mützenkokarde bestand aus einem schwarzen Reichsadler auf gelbem Grund auf weißumrandeten blauem Feld.
Die ursprünglichen Marinedienstgrade wurden durch die Übernahme des R.W.S. durch das Reichsverkehrsministerium 1922 in Polizeidienstgrade umgewandelt, z. B. Leutnant zur See in Polizei-Leutnant oder Maate in Wachtmeister. Die Dienstgradabzeichen entsprachen denen der Preußischen Schutzpolizei.
Die Bewaffnung des R.W.S. bestand aus Gummiknüppeln, Seitengewehren, Pistolen, Karabinern, Maschinenpistolen, Handgranaten und schweren Maschinengewehren.

Flagge Deutsches Reich - Dienstflagge zur See (1921–1926)defacto

Seedienstflagge 1926–1933

Als Dienstflagge führten die schwimmenden Einheiten die Dienstflagge zur See des Deutschen Reichs.

## Dienstfahrzeuge
Die Dienstfahrzeuge des R.W.S. bestanden anfänglich nahezu ausschließlich aus kleineren Einheiten der Kaiserlichen Marine wie z. B. dem ehemaligen U-Boot-Zerstörer UZ 14, der von 1924 bis 1927 als Tilsit 19 Dienst im R.W.S. versah. Ehemalige Einheiten der Kaiserlichen Marine waren:
Flachgehende Minenräumboote
- F 7 – 1920 RWS, 31. März 1931 – 1939 Marineschulboot Aegir, September 1939: R 113
- F 10 – 1920 RWS, 1926 RM Verkehrsboot Wilhelmshaven, …
- F 11 – 1920 RWS, 31. März 1931 – 1945 Marineschulboot Odin.
- F 14 – 1920 RWS, 1925 Polizeiboot in Bremen, …
- F 15 – 1920 RWS, 1928 …
- F 17 – 1920 RWS, 1935 ausgemustert, …
- F 20 – 1920 RWS, 1931 ausgemustert, verkauft
- F 21 – 1920 RWS, 1928 …
- F 23 – 1920 RWS, 1931 Polizeiboot in Altona, …
- F 25 – 1920 RWS, 1929 Polizeiboot in Spandau, …
- F 27 – 1920 RWS, …
- F 34 – 1920 RWS, 1928 ausgemustert, verkauft
- F 37 – 1920 RWS, 1940 Hafenschutz H 532
- F 39 – 1920 RWS, 1929 ausgemustert, verkauft (Schlichting, Travemünde, Nr. ?, 1917, 17,5 m Minenräumboot)
- F 43 – 1920 RWS, 1939 Hafenschutz H 107
- F 44 – 1920 RWS, 1928 …
- F 46 – 1920 RWS, 1931 ausgemustert, verkauft
- F 47 – 1920 RWS, 1928 …
- F 52 – 1920 RWS, 1928 RM Verkehrsboot Nordholz in Cuxhaven, 1931 ausgemustert, verkauft
- F 53 – 1920 RWS, 1928 ausgemustert, verkauft
- F 55 – 1920 RWS, 1932 ausgemustert, verkauft
- F 58 – 1920 RWS, 1925 noch in Dienst, …
- F 60 – 1920 RWS, 1925 noch in Dienst, …
- F 61 – 1920 RWS, 1931 noch in Dienst, …
- F 62 – 1920 RWS, 1931 ausgemustert, verkauft
- F 66 – 1924 RM Verkehrsboot Pollux in Wilhelmshaven, 1932 ausgemustert, verkauft
- F 68 – 1922 ausgemustert, verkauft
- F 70 – 1920 RWS, 1931 Polizeiboot in Stettin, …
- F 71 – 1920 RWS, 1931 ausgemustert, verkauft
- F 72 – 1924 RM Verkehrsboot Castor, 1932 ausgemustert, verkauft
- F 73 – 1924 RM Verkehrsboot Sirius in Cuxhaven, …
- F 75 – 1924 RM Verkehrsboot in Cuxhaven, 1926 …

Schnelle Motorboote mit Luftschiffmotoren
- LM 27 – 1922 RWS, 1926 RM Umbau UZ S 16, 1930 ausgemustert und verkauft
- LM 28 – 1922 RWS, 1926 RM Umbau UZ S 17, 1930 ausgemustert und verkauft

U-Bootzerstörer
- UZ 1 – 1920 RWS, 1928 ausgemustert, verkauft
- UZ 2 – 1920 RWS, …
- UZ 3 – 1920 RWS, 1922 ausgemustert, verkauft
- UZ 11 – 1920 RWS, 1926 noch in Dienst, …
- UZ 13 – 1920 RWS, 1923 ausgemustert, an Zollbehörde abgegeben
- UZ 14 – 1920 RWS, 1924 ausgemustert, an Zollbehörde abgegeben
- UZ 17 – 1920 RWS, …
- UZ 18 – 1920 RWS, 1927 ausgemustert, an SA abgegeben
- UZ 19 – 1920 RWS, 1927 …
- UZ 20 – 1920 RWS, 1923 ausgemustert, an NS-Sportverband abgegeben

## Auflösung
Der R.W.S. wurde aufgrund der „Verordnung über die Auflösung des Reichswasserschutzes“ vom 26. März 1931, unterzeichnet durch Reichspräsident Paul von Hindenburg und Reichsverkehrsminister Theodor von Guérard aufgelöst. Hintergrund waren preußische Bestrebungen im Reichsrat, den R.W.S. zu übernehmen. Durch die Übernahme des größten Teils des Personals und der Liegenschaften erhielt Preußen eine eigene Wasserschutzpolizei, die offenbar 1937 „verreichlicht“ wurde.

## Film
- 1927 entstand der rund achtminütige Dokumentarfilm Der Reichswasserschutz als Polizei auf dem Wasser.